# Bào tử phấn
Bào tử phấn (tiếng Anh: pycniospore) là một loại bào tử ở nấm. Chúng được hình thành trong những cấu trúc dạng cốc gọi là túi bào tử phấn (pynidia). Hầu như tất cả các loài nấm đều sinh sản vô tính bằng bào tử. Bào tử có thể không màu, xanh lá cây, vàng, cam, đỏ, nâu, hoặc đen.

## Các loại bào tử khác
Bào tử kín (porangiospore)
Bào tử kín là bào tử hình thành bên trong túi bào tử.
Bào tử đính (conidia)
Bào tử đính (conidia, số ít: conidium) là bào tử được hình thành trên mũi của bào tử khác.
Bào tử vách mỏng (oidia)
Bào tử vách mỏng (oidia, số ít: oidium). Trong một số loại nấm, các sợi nấm được chia thành một số lượng lớn tế bào bởi các vách tế bào. Mỗi tế bào có thể nảy mầm thành một cơ thể mới. Những tế bào này được gọi là bào tử vách mỏng (oidia, trứng nhỏ).
Bào tử vách dày (chlamydospore)
Bào tử vách dày được hình thành như idia nhưng khác nhau ở chỗ bào tử vách dày có vách dày hơn. 